# Калхори
Калхори (курд. Kelhurî) — самый крупный из говоров южнокурдского диалекта курдского языка, распространённый в юго-восточном Ираке и западном Иране.

## Носители
На нём говорят этнические курды племени калхор, которые упоминались историком Шараф-хан Бидлиси в XVI веке.